# Sony Xperia Z1
Das Sony Xperia Z1 (Codename Honami) wurde am 4. September 2013 auf der IFA 2013 vorgestellt und ist ein Full-HD-Android-Smartphone aus der Xperia-Serie der Firma Sony. Das in Deutschland verkaufte Modell hat die Typenbezeichnung C6903, welches Sonys World-Variante mit LTE ist. Gegen Ende März 2014 begann Sony mit dem Update auf die 4.4.2 Version des mit der Sony UI überarbeiteten Betriebssystems Android.

## Display
Das Sony Xperia Z1 besitzt ein 5,1;Zoll (12,7 cm) großes Triluminos-TFT-Display mit einer Auflösung von 1920 × 1080 Pixeln (ca. 441 ppi Pixeldichte) und einem Farbraum von 16 Millionen Farben. Der integrierte X-Reality for mobile Bildprozessor unterstützt dabei den Grafikprozessor Adreno 330.

Der Touchscreen unterstützt Multi-Touch-Gesten mit bis zu zehn Fingern.

## Kamera

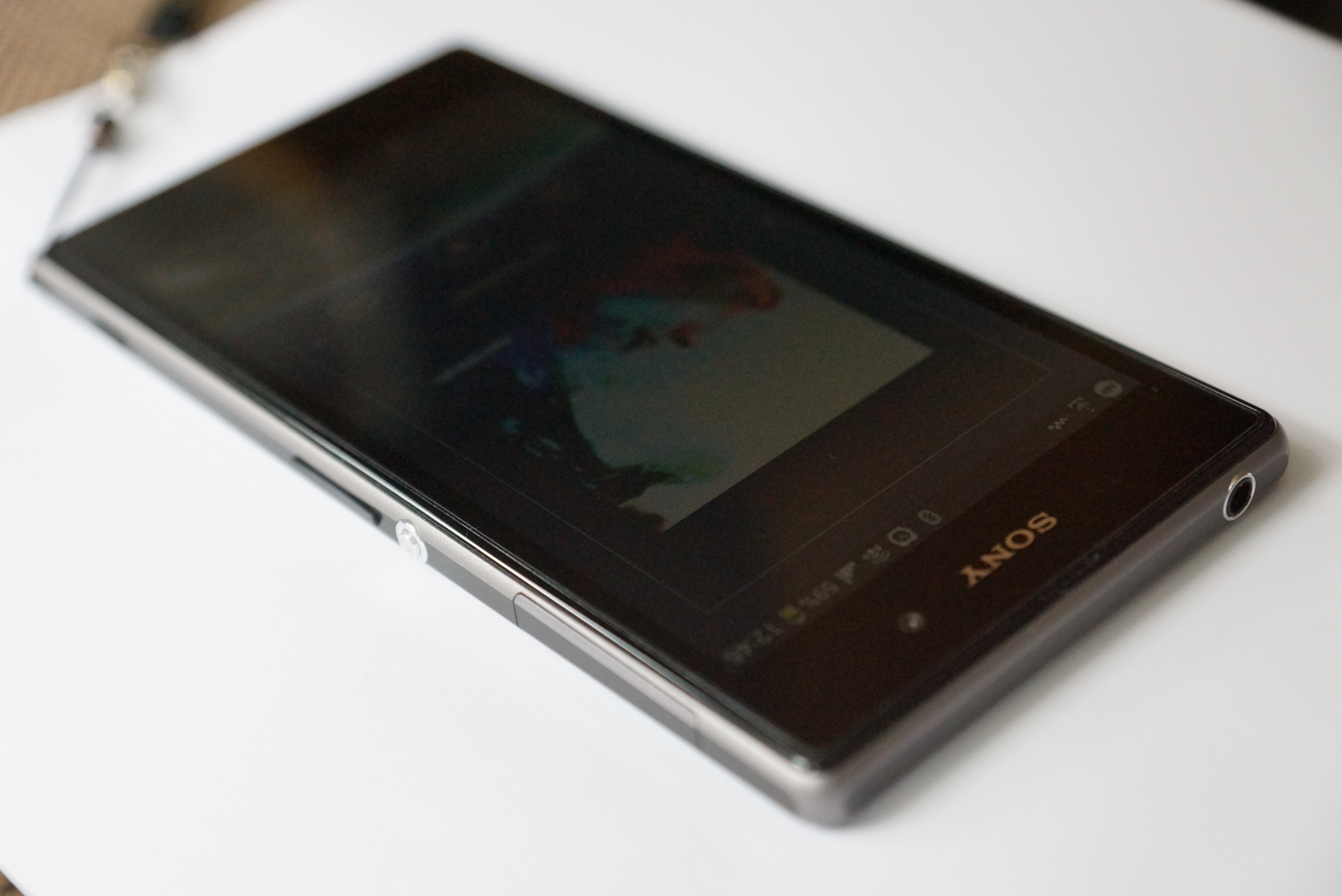
Sony Xperia Z1 in der Farbvariante schwarz; Sicht von der rechten, oberen Ecke

Mit dem 1/2.3 inch Exmor RS for mobile erlaubt die Kamera als zweites Smartphone, nach dem Xperia Z, eine HDR-Videoaufnahme. Zudem bietet die 20,7-MP-Hauptkamera – neben der 2-MP-Frontkamera – weitere Leistungsmerkmale wie einen Blitz mit pulsierender LED und Fotolicht, Autofokus, Fokussieren und Aufnahme durch Tippen, Geotagging, einen Bildstabilisator, Rote-Augen-Reduzierung, Selbstauslöser und eine Gesichts- und Lächelerkennung. Zur Verbesserung der Fotoqualität wurde der Bildsensor um eine Sony-G-Lens-Optik mit einer Blende F 2.0 und einem leistungsfähigen BIONZ-Bildprozessor ergänzt, wie ihn z. B. auch einige Sony-Alpha- und NEX-Modelle besitzen.

## Design
Das Aussehen des Xperia Z1 wurde nach dem OmniBalance-Konzept entwickelt, wobei die Vorder- bzw. Hinterseite und die Kanten (nicht die Ecken) mit Glas beschichtet sind. Die Kanten werden dabei von Aluminium anstelle von Kunststoff wie beim Xperia Z umrahmt und sind rundlicher. Mit 8,5 mm Dicke ist das Xperia Z1 etwas dicker als das Xperia Z. Die Ränder um das Display wurden vergrößert, wodurch das Xperia Z1 bei gleichbleibender Displaygröße etwas größer als das erste Z ist.

## Konnektivität
Das Xperia Z1 unterstützt Datenübertragungen per WLAN mit dem gängigen 802.11a/b/g/n/ac-Standard im 2,4-GHz- und 5-GHz-Band. NFC ermöglicht das Übertragen von Daten, etwa durch das gegenseitige Berühren von zwei NFC-fähigen Geräten. Eine der Umsetzungen von NFC sind die SmartTags, welche z. B. von Sony angeboten werden. Diesen „SmartTags“ in verschiedenen Farben kann man jeweils Einstellungen und/oder Aktionen zuordnen und damit Einstellungen des Geräts vereinfachen. Bluetooth 4.0 ermöglicht die Verwendung von Bluetooth Low Energy bzw. Bluetooth Smart, welches aber von den aktuellen Android 4.2 noch nicht unterstützt wird (erst in Android 4.3 implementiert).

## Festigkeit

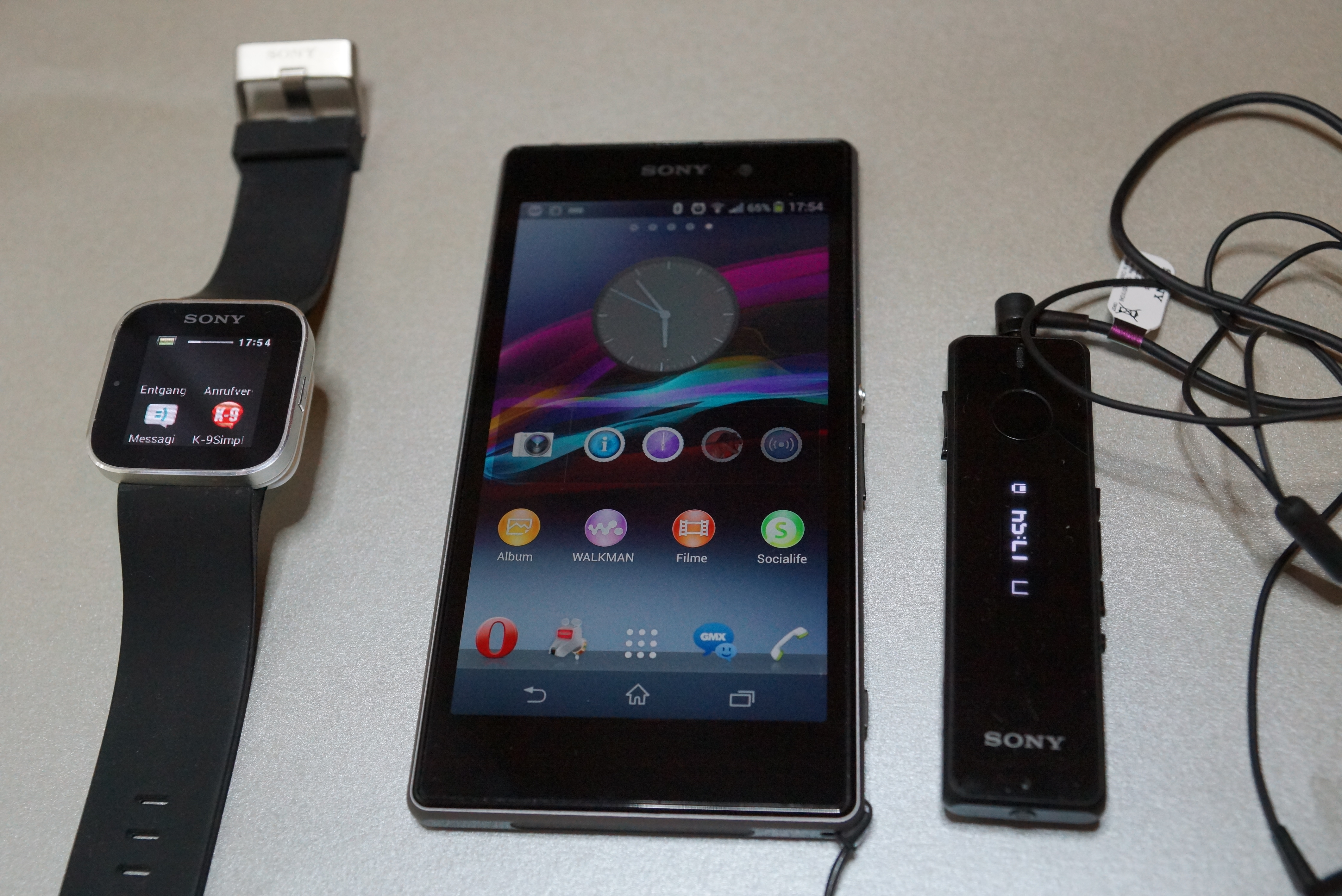
Sony SmartWatch, Sony Xperia Z1 und Smart Bluetooth Handset SBH52

Das Gehäuse des Xperia Z1 ist wasser- und staubdicht nach dem IP58-Standard. Das bedeutet, dass Staub in schädigender Menge und ein 30-minütiges Versinken in 1,5 m tiefem Wasser keine Schäden hervorruft. Der Vorgänger Xperia Z war nur nach IP57 zertifiziert, was einen geringeren Schutz gegen Wasser bedeutet.

## Smart-Zubehör
Sony bietet für seine Smartphones Zubehör an, welches im Wesentlichen auf diese zugeschnitten sind, aber meist auch mit anderen Android-Smartphones funktionieren. So gibt es schon seit einiger Zeit seine Smartwatch MN2, von der es seit Kurzem die zweite Generation SW2 gibt. Für diese gibt es einige Apps im PlayStore, mit denen dann diverse Informationen, eingehende Nachrichten und Anrufe, die MP3-Player-Steuerung, Fotofernsteuerung und einiges mehr möglich ist.
Weiterhin wurde das Stereo-Bluetooth-Headset SBH50 und vor Kurzem der Nachfolger SBH52 vorgestellt. Die Besonderheit der beiden Headsets ist die Möglichkeit, ebenfalls Statusmeldungen und Anrufe anzuzeigen. Das SBH52 kann man als Besonderheit sogar als Minitelefon ohne Ohrhörer verwenden, da es wie ein kleiner Telefonhörer im oberen Teil einen Lautsprecher und unten ein Mikrofon hat. Dieser Minihörer mit Stereo-Headset wurde mit dem Phablet Sony Xperia Z Ultra vorgestellt.

## Modding
Sony unterstützt direkt das Modding des Betriebssystems mit der Möglichkeit, den Bootloader des Android-Smartphones zu entsperren. Die Kernel Sourcen sind von Sony veröffentlicht worden. Im Free Xperia Project wird das Mod (Codename honami - noch nicht bestätigt) später veröffentlicht werden. Über eine Tastenkombination (*#*#7378423#*#*) gelangt man ins Service-Menü, in dem man die Info - Configuration angezeigt bekommt, ob der Bootloader entsperrbar ist.

## Bewertung und Kritik
In Expertentests wie z. B. der Zeitschrift „Connect“ werden insbesondere die Ausdauer, der sehr gute GSM und die gute Integration ins Sony-Ökosystem gelobt, aber die schwache UMTS-Performance stark kritisiert. inside-handy.de bescheinigt dem Sony Xperia Z1 ein sehr gutes Display und eine gute Gesamtleistung, ist aber von der Kamera ein wenig enttäuscht. So soll etwa der Autofokus der Kamera manchmal länger brauchen um scharfzustellen und die Automatik-Funktion produziert teilweise leicht überbelichtete und blasse Bilder.